# Heinrich Barth
Heinrich Barth (16. februar 1821 – 25. november 1865) var en tysk opdagelsesrejsende og Afrika-forsker. Han deltog 1849-1855 i en britisk ekspedition gennem Sahara til det vestlige Sudan og som den eneste overlevende leder nåede han tilbage til Tripoli i 1855. Turen havde strakt sig over 20.000 km og givet forøget viden om Sahara, Sudan og Benueflodens øvre løb. Barth udgav i 1858 Reisen und Entdeckungen in Nord- und Zentralafrika.